# Centrum Bottova
Centrum Bottova byl dvoupodlažní polyfunkční objekt a obchodní centrum v bratislavské městské části Staré Město v lokalitě Zóna Chalupkova.
Plánuje se přestavba tohoto objektu, přičemž se počítá s nastavením a změnou na výškovou budovu s 31 patry s výškou 106 metrů. První dvě nadzemní podlaží mají i nadále sloužit jako obchodní prostory, třetí až šesté podlaží má být otevřené a určené k parkování osobních vozidel, sedmé až jedenácté podlaží má sloužit pro administrativní účely, 12. a 13. podlaží na občanskou vybavenost a na 14. až 31. podlaží mají být byty.